# Episode (Musik)
Eine Episode (griech. έπεισόδιον, Einschaltung, Hinzukommen) ist ein in eine Komposition eingeschobener Teil, der für die Entwicklung innerhalb des Werkes eine untergeordnete Rolle spielt und außerhalb der eigentlichen thematischen Arbeit steht. Im engeren gewohnheitsmäßigen Sprachgebrauch finden sich folgende Definitionen:
- In der Fuge werden die Zwischenspiele zwischen den Durchführungen Episoden genannt. Sie verwenden thematisches Material oder sind aus neuen Motiven entwickelt und übernehmen die Aufgabe der Modulation. In dem fugierten Hauptteil der französischen Ouvertüre nach 1700 stechen die Zwischenspiele in Gestalt von Trio-Episoden stark gegen die Tuttifugierung ab (z. B. J.S.Bachs Orchesterouvertüren).

- Bei Werken mit refrainartig wiederkehrenden Hauptgedanken (Hauptteilen), wie dem Rondo, bilden die Zwischenglieder (Episoden, hier auch Couplets genannt) einen Kontrast zum Hauptgedanken.

- Episoden in der Sonatensatzform sind thematisch und motivisch Einschübe, die nicht weiterverarbeitet werden und außerhalb des eigentlichen thematischen Geschehens liegen (z. B. Einführung eines neuen Themas in Beethovens Sinfonia eroica, Takt 284ff.).

- Für die Opernliteratur wird Episode im literarischen Sinne verwendet als in sich geschlossene Einschaltung, die mit der Haupthandlung nicht in unmittelbarer Beziehungsteht (Lever-Szene im Rosenkavalier, 1. Akt; Romanze und Arie des Ännchen im Freischütz, 2. Akt).

- Episode als Werkbezeichnung findet sich z. B. bei Reger: Episoden, Klavierstücke op. 115.

Allgemeiner und prinzipieller meint das Episodische das Hinzukommende. Insofern steht das Episodische dem 
Periodischen gegenüber. Auch beim Periodischen ist zu unterscheiden, zwischen der musikterminologisch enger gefassten Spezialbedeutung der Periode und dem prinzipiell Periodischen, welches allgemein das in sich abgeschlossene betrifft. Ein episodischer Musikteil kann also allgemeiner als das Unvollständige, am Ganzen beteiligte gelten. Aus dieser Sicht sind also z. B. die Teile einer Sonate episodisch, und erst der ganze Sonatensatz ist ein vollständiges Ganzes. Demgegenüber ist z. B. ein Fugenthema (sei es nun ein Einzel- oder Doppelthema) periodisch, obwohl es in der Musikterminologie nicht als Periode (vgl. Lied) bezeichnet wird und obwohl es eine denkbar unabgeschlossene Endung hat: Es zielt nicht als ein Unvollkommenes (vgl. Hauptthema) auf ergänzendes (vgl. Nebenthema), sondern immer wieder nur auf die Ganzheit (bzw. Einzigkeit) seiner selbst.